# Norberto Boggio
Pour les articles homonymes, voir Boggio.
Norberto Boggio est un footballeur argentin né le 11 août 1931 à Santa Fe et mort le 20 décembre 2021. Il évoluait au poste d'attaquant.

## Carrière
- 1949-1956 : CA Banfield ( Argentine)
- 1957-1962 : San Lorenzo de Almagro ( Argentine)
- 1963-1971 : CF Atlante ( Mexique)[2]

## Palmarès
- Champion d'Argentine en 1959 avec San Lorenzo